# Pericoma signata
Pericoma signata är en tvåvingeart som först beskrevs av Banks 1901.  Pericoma signata ingår i släktet Pericoma och familjen fjärilsmyggor. Inga underarter finns listade i Catalogue of Life.